# Čejetice (nádraží)
Čejetice jsou železniční stanice v jižní části obce Čejetice v okrese Strakonice v Jihočeském kraji nedaleko řeky Otavy. Leží na jednokolejné elektrizované železniční trati Plzeň – České Budějovice (25 kV, 50 Hz AC).

## Historie
Stanice byla vybudována jakožto součást Dráhy císaře Františka Josefa (KFJB) spojující Vídeň, České Budějovice a Plzeň, roku 1872 prodloužené až do Chebu na hranici Německa, podle typizovaného stavebního návrhu. 1. září 1868 byl s místním nádražím uveden do provozu celý nový úsek trasy z Českých Budějovic do Plzně.
Po zestátnění KFJB v roce 1884 pak obsluhovala stanici jedna společnost, Císařsko-královské státní dráhy (kkStB), po roce 1918 pak správu přebraly Československé státní dráhy. Do roku 1961 se stanice nazývala Štěkeň.
Elektrický provoz na trati procházející stanicí byl zahájen 29. listopadu 1968.
V letech 2022–2023 byla ve stanici opravena výpravní budova, došlo k obnově střechy, fasády i vnitřních omítek.

## Popis

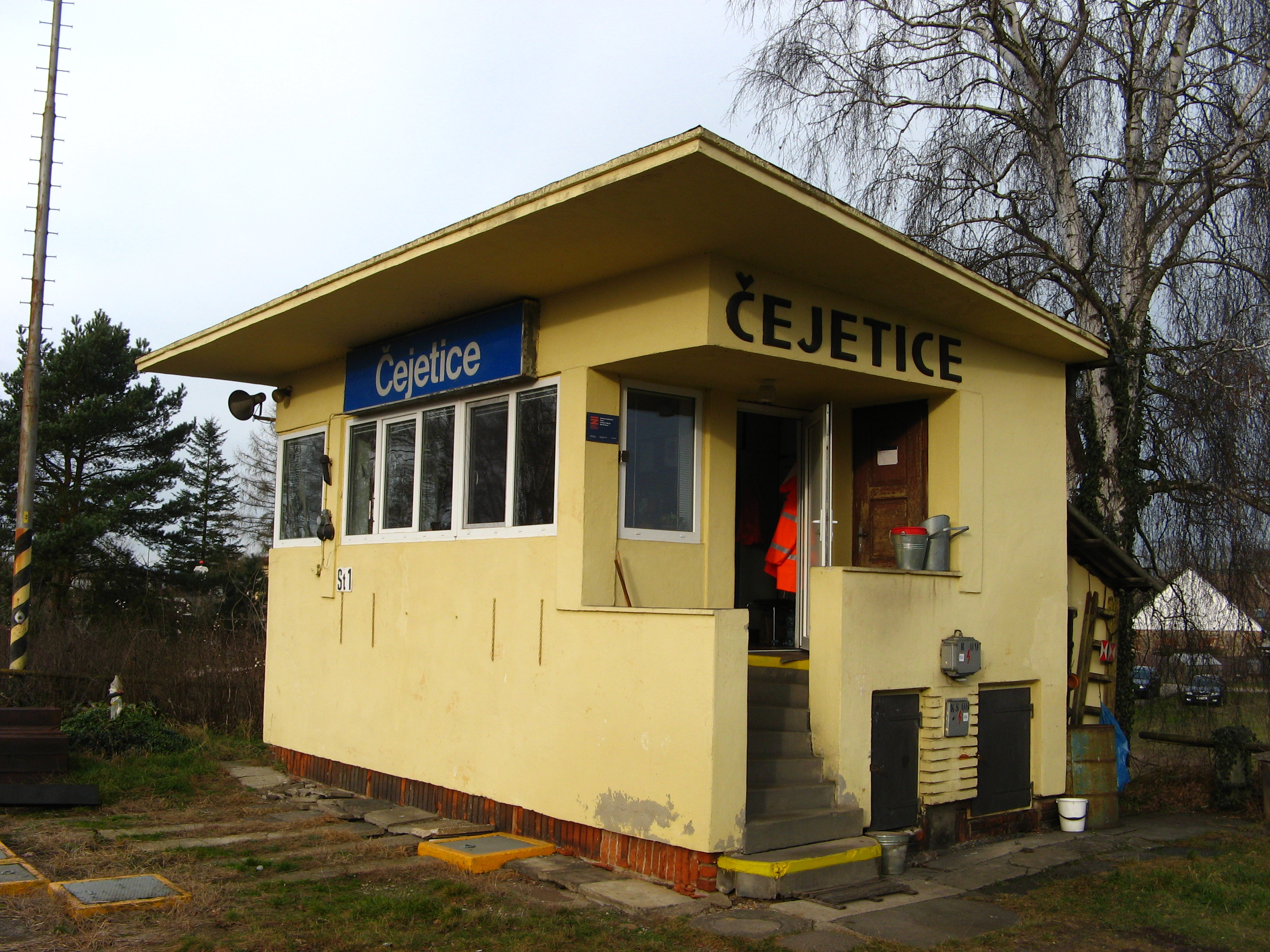
Stavědlo 1

Nacházejí se zde dvě úrovňová jednostranná nekrytá nástupiště, k příchodu na nástupiště č. 2 slouží přechody přes kolej. Stanice je vybavena elektromechanickým staničním zabezpečovacím zařízením s řídicím přístrojem v dopravní kanceláři a dvěma výhybkářskými přístroji na stavědlech.